# Мария Вентура, Хосеп
Хосеп Мария Вентура Касас (Алькала-ла-Реаль, 1817 — Фигерас, 1875), более известен как Пеп Вентура — испанский музыкант и композитор, который реформировал коблу, добавив инструменты. Благодаря ему кобла получила свой нынешний вид.

## Биография
Семья Вентура родом с каталонского региона Эмпорда. Хосеп родился в Андалусии. Через два года семья вернулась в Эмпорду. Мальчик вскоре остался сиротой и жил с дедом по отцовской линии, который работал портным. Около 1848 года Вентура унаследовал руководство коблой Ланриха.
Вентура, который считал форму сардана слишком ограниченной (98 тактов и едва две минуты в длину), становится важной фигурой в период инноваций в сардане с неограниченным количеством мер (длинные сарданы) в отличие от традиционной короткой сарданы.
Он изменил состав коблы, которую он также считал слишком ограниченной, превращая архаичную cobla De Tres quartans (волынка, шалмей, флавиол и тамбуры) в ансамбль, состоящий из пяти или семи музыкантов, которые включали духовые инструменты. Он организовал деревянные и медные духовые инструменты в два ряда главе с контрабасом. Другие коблы приняли эту модель, хотя и с небольшими изменениями.
Вентура умер в 1875 в городе Фигерас, оставив свой след в каталонской музыкальной культуры. Его мелодии, аранжированные такими мастерами, как Пуйо, Николау и Льюис Альберт, сделали Вентуру бессмертным. Он оставил 312 длинные сарданы, многие из которых без названия, много коротких сардан и хоровые произведения. Его собрание сочинений из 550 произведений хранится в архивах Каталонского Орфея.